# Kazimierz Warchałowski

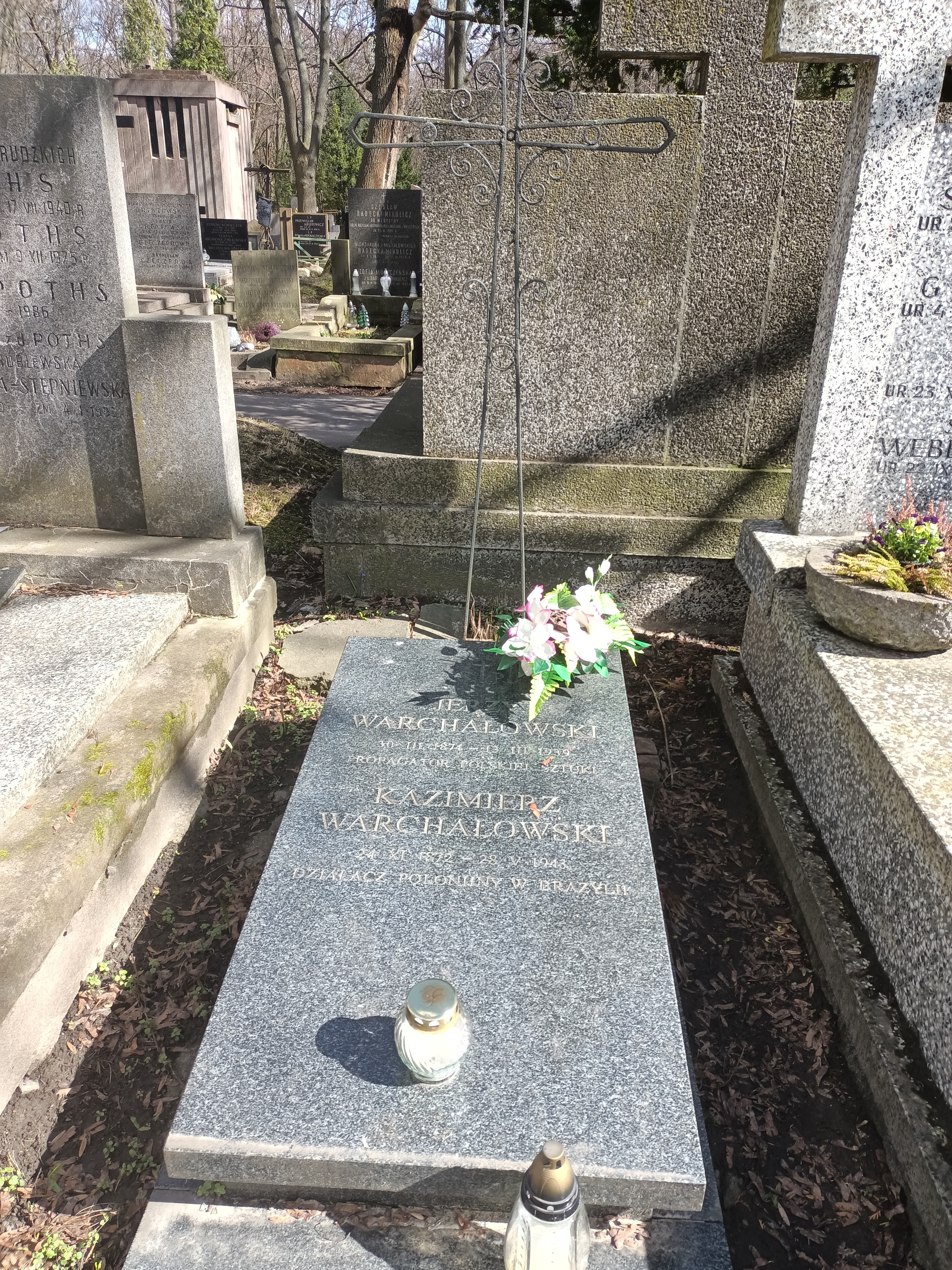
Grób Kazimierza Warchałowskiego na Cmentarzu Powązkowskim

Kazimierz Warchałowski (ur. 24 listopada 1872 w Woroneżu, zm. 28 maja 1943 w Konstancinie-Jeziorna) – działacz polonijny i publicysta.

## Życiorys
Syn Piotra i Heleny ze Spława-Neymanów. Ukończył studia na wydziale przyrodniczym uniwersytetu w Petersburgu. Był członkiem Ligi Narodowej. Od 1903 Kazimierz Warchałowski przebywał na emigracji w Brazylii, gdzie rozwijał polskie szkolnictwo (Towarzystwo Szkół Ludowych), złożył księgarnię i wydawał polskie czasopisma, m.in. „Polak w Brazylii”. Był prezesem Polskiego Komitetu Centralnego w Brazylii. Podczas I wojny światowej delegat Komitetu Narodowego Polskiego w Brazylii. W odrodzonej Polsce zajmował się zagadnieniami emigracyjnymi, pracował w Urzędzie Emigracyjnym. Od roku 1929 posiadał w Peru koncesję osadniczą o wielkości 500 000 ha. Prowadził na niej akcję osadniczą razem ze spółką Kolonia Polska. Przedsięwzięcie poniosło fiasko.
Był autorem wielu pozycji dotyczących zagadnień emigracyjnych, m.in.:
- Do Panamy (1903)
- Peru (1930)
- Picada (1930)
- Na wodach Amazonki (1938)

Jego synem był Jerzy Warchałowski (1897–1972) – polski dyplomata.
Pochowany na cmentarzu Powązkowskim w Warszawie (kwatera 299 b-2-8).

## Odznaczenia
- Srebrny Wawrzyn Akademicki (5 listopada 1938)[7]